# Bọ xít đen
Bọ xít đen hay còn gọi là bọ xít hôi (Danh pháp khoa học: Scotinophara tarsalis) là một loài bọ xít thuộc họ Pentatomidae. Chúng là loài gây hại trên cây lúa.

## Đặc điểm
Bọ xít có 5 tuổi, trưởng thành có màu đen, dạng lục giác, dài khoảng 7 – 8 mm, hai bên đốt ngực có gai nhọn. Ấu trùng mới nở có màu đỏ nâu, dạng giống trưởng thành, không cánh, trên lưng có những chấm đen. Ấu trùng khi nở thành từng đàn, di chuyển xuống gốc lúa, ban đêm bọ xít có khuynh hướng di chuyển lên trên.
Vòng đời bọ xít đen trung bình 50 - 60 ngày, trong đó giai đoạn trứng từ 4 - 7 ngày, bọ non 40 - 45 ngày, trưởng thành đến đẻ trứng 10 - 15 ngày. Mỗi con cái đẻ khoảng 200 trứng. Trứng được đẻ thành từng ổ 10 - 15 trứng, xếp thành hàng dọc theo gân lá gần mặt nước. Thiên địch của bọ xít đen là các loài ong ký sinh trứng như Telenomus triptus, Nixon, Microphanurus artabazus, Nixon, bọ ngựa (Raying mantis), nấm ký sinh (Paecilomyces farinosus) và ếch, nhái... ăn bọ non và trưởng thành.

## Gây hại
Bọ xít non và trưởng thành đều gây hại bằng cách chích hút nhựa làm lúa vàng, héo, cây thấp lùn, đẻ nhánh kém, trổ bông kém, hạt bị lép, lửng, nếu mật số cao có thể gây cháy cục bộ. Với bọ xít trưởng thành, nếu trời có nắng, bọ xít chui vào ẩn nấp dưới thân, gốc lúa rồi chích hút nhựa. Trời râm mát thì bọ xít trưởng thành và con non bò lên lá để phá hại làm cho lá lúa có những điểm đốm vàng dẫn đến lúa phát triển kém. Nếu bị nặng, toàn cây khô héo và chết từng khóm. Cây lúa ở thời kì trỗ bị bọ xít gây hại nặng thì bông lúa bị lép hoặc bạc trắng ảnh hưởng lớn đến năng suất.